# 藤原宗家
藤原 宗家（ふじわら の むねいえ）は、平安時代後期の公卿。内大臣・藤原宗能の子。官位は正二位・権大納言。

## 経歴
保延5年（1139年）、誕生。初名は信能（長寛2年（1164年）まで）。
永治元年（1141年）に従五位下に叙され、久安5年（1149年）に従五位上・侍従に任官。久安7年（1151年）に正五位下に進む。久寿2年（1155年）に右近衛少将に任ぜられ、翌年に従四位下・左近衛少将に任じられ、続いて従四位上に進む。保元3年（1158年）に正四位下・左近衛中将、翌年には蔵人頭を兼ねて頭中将となり、更に中宮権亮を兼ねる。永暦元年（1160年）に参議に任ぜられ、応保2年（1162年）に従三位に進む。長寛2年（1164年）に正三位に進む。
永万2年（1166年）に六条天皇が即位すると、権中納言に任ぜられ、仁安3年（1168年）に中納言に転じる。承安2年（1172年）に従二位、安元2年（1176年）に正二位に進み、治承3年（1179年）に権大納言に任ぜられる。文治5年（1189年）内府（九条良通）の法事に参会、祈年穀奉幣の上卿を務めるなど、活動をしていたが閏4月に腹病のために薨去。享年51。出家したともいわれる。
父より神楽・和琴の秘伝を継ぎ、松木家（中御門家）を楽道の家として発展させる基礎を築いた。

## 官歴
※以下、『公卿補任』の記載に従う。
- 永治元年12月26日（1142年1月24日）：従五位下（御即位次）
- 久安5年（1149年）2月13日：従五位上（朝覲行幸。皇后宮）、6月6日：侍従
- 久安7年（1151年）正月6日：正五位下（父宗能卿平野大原野行幸行事賞追叙）
- 久寿2年（1155年）4月4日：右近衛少将
- 久寿3年（1156年）正月7日：左近衛少将、4月6日：従四位下（院久安三御給。除目次）
- 保元元年11月28日（1157年1月10日）：従四位上（嘉皇門院去年未給。除目次）
- 保元2年（1157年）正月24日：尾張守
- 保元3年（1158年）正月6日：正四位下（美福門院當年御給）、27日：左近衛中将
- 保元4年（1159年）2月21日：中宮権亮、4月6日：蔵人頭
- 永暦元年（1160年）4月2日：参議、左兵衛督
- 永暦2年（1161年）正月23日：丹波権守（下名次）
- 応保2年（1162年）8月17日：従三位（内大臣坊官）
- 長寛2年（1164年）6月15日：宗家に名を改む、閏10月13日：正三位（去年石賀行幸行事賞）
- 長寛3年（1165年）正月23日：右近衛中将
- 永万2年（1166年）越前権守、8月27日：権中納言
- 仁安3年（1168年）8月10日：中納言
- 嘉応2年（1170年）2月11日：服解、4月28日：復任
- 承安2年（1172年）3月29日：従二位（高祖父右大臣俊家永保二八幡賀茂行幸行事賞）
- 安元2年（1176年）3月6日：正二位（御賀行幸行事賞。院御給）
- 治承3年（1179年）10月9日：権大納言

## 系譜
- 父：藤原宗能
- 母：藤原長実の娘
- 正室：八条院按察 - 藤原俊成の娘
- 妻：藤原光頼の娘
- 妻：藤原能定の娘
  - 男子：藤原宗経（?-?）
- 生母不明の子女
  - 男子：宗快（俗名宗行）
  - 男子：宗厳
  - 女子：後白河院官女 - のち藤原高能室
  - 女子：北陸宮室